# Rhynchina markusmayerli
Rhynchina markusmayerli är en fjärilsart som beskrevs av Barbara Mayerl. Rhynchina markusmayerli ingår i släktet Rhynchina och familjen nattflyn. Inga underarter finns listade.